# Vendoire
Vendoire település Franciaországban, Dordogne megyében. Lakosainak száma 135 fő (2022. január 1.). Vendoire Gurat, Salles-Lavalette, Vaux-Lavalette, Champagne-et-Fontaine és Nanteuil-Auriac-de-Bourzac községekkel határos.

## Népesség
A település népessége az elmúlt években az alábbi módon változott:
| Lakosok száma | 183  | 176  | 185  | 151  | 151  | 141  | 134  | 127  | 129  | 135  |
|               | 1968 | 1982 | 1990 | 2006 | 2013 | 2015 | 2017 | 2019 | 2020 | 2022 |